# Noteppō
Œuvres principales
- L'Ehon Hyaku Monogatari

Le Noteppō (野鉄砲 ; « fusil sauvage ») est un yōkai, créature du folklore japonais, décrite dans le recueil d'histoires étranges de l'époque Edo intitulé Ehon Hyaku Monogatari.

## Description
Le Noteppō a l'apparence à mi chemin entre une créature terrestre au poil brun et d’allure ramassée comme celle d’un blaireau et celle d’une créature à fourrure ayant une membrane pour voler comme un écureuil-volant, les sources racontaient qu'il vit dans les vallées et les forêts profondes des régions montagneuses du nord du Japon,. Selon le texte du Ehon Hyaku Monogatari, il attaquerait les humains au crépuscule pour aspirer leur sang. Sa technique d’attaque consiste à se jeter sur le visage de ses victimes pour leur couvrir les yeux, les privant de leur vision. Sur l'illustration de l'ouvrage, il est décrit comme crachant une sorte de petite créature semblable à une chauve-souris par sa bouche, qui couvre le visage de sa victime. Pour se protéger de ces attaques, il est conseillé de porter un fruit du Xanthium (appelé makimimi en japonais) dans sa poche, ce qui empêcherait la perte de vision.
Toujours selon le Ehon Hyaku Monogatari, le Noteppō serait en fait un mami (une créature associée au tanuki ou au blaireau) qui, en vieillissant, se serait transformé en yōkai. Il est aussi mentionné que ce serait un autre nom du nobusuma, une créature issue de la métamorphose d’une chauve-souris vieillissante. Le terme mami désigne généralement le tanuki, mais dans l'encyclopédie de l'époque Edo intitulée Wakan Sansai Zue, le tanuki et le mami sont considérés comme deux entités distinctes. Le terme nobusuma peut aussi désigner un écureuil volant ou un pteromys, et ces créatures étaient également parfois être désignées sous le nom de mami (猯). Le spécialiste des yōkai, Tada Katsumi, propose l'hypothèse que la confusion entre ces créatures aurait donné naissance à l'idée du Noteppō, qui libère une chauve-souris de sa bouche au lieu de se jeter directement sur ses victimes.
En outre, Tada Katsumi avance une également autre hypothèse selon laquelle le Noteppō serait apparenté à l'Ittan-momen, un autre yōkai. Lorsqu'il attaque, il profiterait de l'instant où sa victime est aveuglée pour lui voler sa nourriture.